# Arniella polycercia
Arniella polycercia är en svampart som beskrevs av Jeng & J.C. Krug 1977. Arniella polycercia ingår i släktet Arniella och familjen Lasiosphaeriaceae.   Inga underarter finns listade i Catalogue of Life.